# Salitre (canton)
Salitre est un canton d'Équateur situé dans la province de Guayas.